# 3730 Hurban
3730 Hurban este un asteroid din centura principală, descoperit pe 4 decembrie 1983, de Milan Antal.